# Юэль, Ингер
Ингер Юэль (швед. Else Maren Dorthe Inger Wibeke Nielsdotter Juel Swahn, 18 сентября 1926 — 12 августа 1979) — шведская певица, актриса театра и кинематографа.

## Биография
Ингер Юэль родилась в 1926 г. в Йёнчёпинге. Её матерью была шведская актриса, певица и писательница Карин Юэль, отцом — офицер ПВО Нильс Юэль
С 1944 по 1947 гг. она посещала актёрскую школу Dramatens elevskola. В 1947 г. снялась в своём первом кинофильме Det vackraste på jorden режиссёра Андерса Хенриксона. Всего она в своей жизни снялась в 27 кинофильмах.
В 1948 г. она записала свою первую пластинку. Она пела вместе с музыкальным трио, куда кроме неё входили её мать и сводный брат Бенгт Яррел.
На театральной сцене Ингер Юэль играла преимущественно в мюзиклах, опереттах, в том числе в «Трёхгрошовой опере», Oh, mein Papa (в Södra Teatern, 1954), No, No, Nanette (в Oscarsteatern, 1957), Det är aldrig för sent (в Intiman, 1961).
Она также снималась в ревю Ryck mej i snöret (Odéonteatern, Stockholm, 1964 г.) и Slaget om Andersson (1967 г.)
Ингер Юэль несколько раз была замужем: в 1948—1953 гг. за лётчиком Ульфом Бьёркманом, в 1954 г. — за Тордом Андерсеном, с 1962 г. — за датским журналистом Могенсом Линдом, а, овдовев, с 1968 г. за Яном-Эйвиндом Сваном. В первом браке у неё родилась дочь — певица и радиоведущая Тереза Юэль, в 1960 г. родила сына Михаэля.
Ушла из жизни в 1979 г., похоронена в Стокгольме.

## Фильмография
- Det vackraste på jorden (1947)
- Vart hjärta har sin saga (1948)
- Jungfrun på Jungfrusund (1949)
- Vi flyger på Rio (1949)
- Kvinnan som försvann (1949)
- Fängelse (1949)
- Oppåt med Gröna Hissen (1952)
- En fästman i taget (1952)
- De röda hästarna (1954)
- Dans på rosor (1954)
- Café Lunchrasten (1954)
- Farligt löfte (1955)
- Giftas (1955)
- Linje sex (1958)
- Guldgrävarna (1959)
- Tre önskningar (1960)
- Karneval (1961)
- Prins Hatt under jorden (1963)
- Nattmara (1965)
- Den vassa eggen (1967)
- Vindingevals (1968)
- Dumbo (röst) (1972)
- Tom Sawyers äventyr (1973)